# Ivan Gušić
Ivan Gušić (Zagreb, 17. studenoga 1938. - Zagreb, 10. srpnja 2024.), hrvatski akademik i geolog.

## Životopis
Bio je redoviti član Hrvatske akademije znanosti i umjetnosti.